# Лука (Звягельський район)
Лука́ — село в Україні, у Звягельському районі Житомирської області. Населення становить 129 осіб. Входить до складу Ємільчинської селищної громади. До 1954 року хутір.